# أراضي (مباركة)
أراضي هي قرية في مقاطعة مباركة، إيران. عدد سكان هذه القرية هو 1,743 في سنة 2006.